# ان‌جی‌سی ۵۷۰
ان‌جی‌سی ۵۷۰ (انگلیسی: NGC 570) یک کهکشان مارپیچی میله‌ای است که در صورت فلکی نهنگ و در فاصله حدود ۲۵۰ میلیون سال نوری از کهکشان راه شیری قرار دارد. این کهکشان توسط ستاره‌شناس آمریکایی جورج مری سیرل در سال ۱۸۶۷ کشف شد.